# سن-کلمان، کبک
سَن-کلِمان (به فرانسوی: Saint-Clément) قصبه‌ای در منطقه شهری له باسک ناحیه با-سن-لوران در استان کبک کانادا است. در سرشماری سال ۲۰۱۱ این قصبه ۵۲۹ نفر جمعیت داشته‌است و مساحت آن ۸۰٫۴۴ کیلومتر مربع است.